# Robert Stemmer
Robert Stemmer (* 12. November 1925 in Straßburg, Frankreich; † 8. Juni 2000) war ein französischer Arzt, Angiologe und Phlebologe.

## Biografie
Robert Stemmer absolvierte ein Medizinstudium in Clermont-Ferrand und wurde 1950 in Straßburg promoviert. Zunächst war er als Allgemeinmediziner tätig, spezialisierte sich dann aber auf die Angiologie.
Von 1970 bis 1985 leitete er die Phlebologische Poliklinik der Chirurgischen Klinik an der Universität Straßburg. Er beschrieb 1976 das nach ihm benannte Stemmersche Zeichen. Stemmer war von 1998 bis zu seinem plötzlichen Tod Generalsekretär der International Union of Phlebology.

## Ehrungen
- Ernst-von-Bergmann-Preis 1996
- Ehrenpräsident der Französischen Gesellschaft für Phlebologie 1994